# Film (czasopismo)
Film – ogólnopolski magazyn poświęcony kinematografii wydawany w latach 1946–2013 w Warszawie.
Czasopismo miało siedzibę przy ul. Nowy Świat 47 w Warszawie.

## Opis
Twórcą i pierwszym redaktorem naczelnym magazynu (od 1946 r.) był Jerzy Bossak. We wczesnym stadium rozwoju, wśród osób współpracujących z gazetą (początkowo dwutygodnikiem) byli: Jerzy Giżycki, Zbigniew Pitera, Tadeusz Kowalski oraz Bolesław Michałek. W latach 1951–1973 ukazywał się jako tygodnik, od września 1993 r. jako miesięcznik. Ostatnie wydanie ukazało się w czerwcu 2013 r.
Od września 2012 r. redaktorem naczelnym był Tomasz Raczek. W styczniu 2007 r. został zakupiony przez PMPG, przez którą był wydawany od marca 2007 r. Poprzednimi redaktorami naczelnymi miesięcznika byli m.in. Maciej Pawlicki, Lech Kurpiewski, Igor Zalewski i Robert Mazurek, Agnieszka Różycka oraz Marcin Prokop, a do września 2012 r. Jacek Rakowiecki.
W maju 2013 r. PMPG zdecydowało o zamknięciu pisma – numer czerwcowy był ostatnim wydanym. Łącznie wydano 2537 numerów, oraz wydania specjalne. Obecnie kontynuuje swoją działalność w internecie oraz na Facebooku i Twitterze.

## Redakcja
Ostatni skład redakcji miesięcznika:
- Redaktor naczelny – Tomasz Raczek
- Sekretarz redakcji – Hanna Adamkowska
- Grafik – Bartek Gałkowski
- Fotoedycja – Piotr W. Bartoszek
- Redaktorzy prowadzący – Anna Serdiukow, Jacek Sobczyński, Bartosz Żurawiecki
- Stale współpracowali – Bartosz Czartoryski, Łukasz Dzwonnik, Sebastian Frąckiewicz, Łukasz Maciejewski, Błażej Hrapkowicz, Kaja Klimek, Angelika Kucińska, Michał Oleszczyk, Michał Zygmunt.
- Obróbka zdjęć – Wojciech Kuczyński
- Social media / Asystent redaktora naczelnego – Wiktor Czajkowski
- Serwis Internetowy – Marcin Gładysz, Sylweriusz Szydlik, Karol Wiszniewski